# Daniel Ceppi
Daniel Ceppi est un auteur suisse de bande dessinée né le 3 avril 1951 à Genève (canton de Genève) et mort le 4 novembre 2024.
Il est l'auteur de la série Stéphane Clément, chroniques d'un voyageur.

## Biographie
Daniel Ceppi est l'arrière-arrière-petit-fils de l'inventeur Georges-Auguste Leschot.

### Débuts aux Humanoïdes Associés (années 1970)
À l’âge de 16 ans, Daniel Ceppi expose un vitrail à Carouge pour Noël 1967 (La Vierge à l'Enfant).
Daniel Ceppi est formé à l'École des Arts décoratifs de Genève. Il écrit un roman en autodidacte, Le Guêpier, où il met en scène un aventurier du nom de Stéphane Clément. Ceppi, qui voyage beaucoup depuis l'âge de 18 ans, s'inspire de ses propres expériences. Il décide de l'adapter en bande dessinée, et autoédite ainsi en 1977 son premier album, en style réaliste : il lui prête ses propres traits.
En 1978, Les Humanoïdes associés rééditent Le Guêpier dans leur collection Mirage. Le héros, à qui il arrive toutes sortes d'ennuis, vit de nouvelles aventures dans le magazine Métal hurlant. Deux nouveaux volumes de la série paraissent : À l'Est de Karakulak (1978), puis Le Repère de Kostov (1980).

### Reprise chez Casterman (années 1980)
Durant les années 1980, la série est transférée chez l'éditeur belge Casterman. Ceppi passe un contrat stipulant qu'entre deux nouveaux albums, il doit livrer une version redessinée et modernisée des trois premiers épisodes publiés aux Humanoïdes Associés.
Ainsi, Casterman publie les tomes 4 à 7 dans sa collection (À suivre), sous le titre Une Aventure de Stéphane, de 1981 à 1985. Parallèlement, elle réédite les trois premières aventures du héros baroudeur, dans une nouvelle version en couleurs.
Durant cette décennie, Ceppi et son scénariste Vépy signent plusieurs histoires pour différents journaux ou ouvrages collectifs, qui sont réunies et paraissent en 1986 sous le titre Croco & co.
En 1981, Ceppi dessine aussi, sur un scénario de Juan Martinez, le one-shot L'Ombre de Jaïpur, publié en album dans la collection Pilote de Dargaud.

### Retour aux Humanos (années 1990)
En 1991, Ceppi retrouve Les Humanoïdes associés, pour qui il signe un thriller en deux volumes se déroulant à Genève, Corps Diplomatique. En 1992, il dessine le one-shot La Nuit des clandestins, sur un scénario de Pierre Christin.
En 1995, l'éditeur publie une huitième aventure de Stéphane Clément.
Entre 1998 et 1999, Les Humanoïdes associés entreprennent la réédition des albums précédents avec de nouvelles couvertures, sous l'intitulé Stéphane Clément, Chroniques d'un voyageur.
Chacun des albums de la série continue à être inspiré des voyages de Ceppi, surtout au Moyen-Orient et en Asie. Le Cameroun, l'Indonésie et les Philippines, où il a aussi séjourné, ne l'auraient en revanche pas inspiré.
Ceppi continue, jusqu'en 2003, à signer de nouvelles aventures de son héros récurrent, avant de marquer une nouvelle pause.
Il part en Asie centrale, au Turkménistan, avec pour projet initial d'écrire un récit se déroulant dans la région, au XVe siècle, que dessinerait François Boucq. Mais une fois sur place, il préfère finalement écrire une histoire contemporaine, et en faire une nouvelle aventure de Stéphane Clément. Ce retour à son héros va cependant connaître d'autres détours.[pas clair]

### Poursuite au Lombard (depuis 2006)
En 2006, au Lombard, Ceppi lance une nouvelle série, un thriller géopolitique intitulé CH Confidentiel. Seuls trois tomes seront publiés jusqu'en 2008.
En 2009, Les Humanoïdes associés, qui restent propriétaires des douze premiers tomes, publient la première intégrale de Stéphane Clément, qui réunit les trois premières aventures dans leur version originale en noir et blanc. L'intégrale est rééditée en 2011.
En 2010, après sept ans d'absence, Stéphane Clément fait enfin son grand retour avec un treizième tome, publié aux éditions Le Lombard, dont l'action se situe en Ouzbékistan. En 2012, un quatorzième tome, intitulé Le Piège ouzbek, conclut l'intrigue amorcée dans l'épisode précédent.
En 2015, Les Humanoïdes associés débutent une intégrale en couleurs, avec un premier volume regroupant les tomes 1 à 5. Puis une seconde intégrale sort en 2018, regroupant cette fois les tomes 6 à 11.
Durant ces cinq années de pause, Ceppi se consacre à la peinture et à des illustrations de couvertures pour différents éditeurs.
En 2017, il revient à la bande dessinée en publiant au Lombard le one-shot Lady of Shalott, qui raconte une histoire se déroulant dans les milieux de l’art à Genève. L'occasion de faire se rencontrer Stéphane Clément et les héros de CH Confidentiel.

## Publications
- Stéphane Clément, chroniques d'un voyageur :

1. Le Guêpier, Éditions sans Frontière, 1977.
2. À l'Est de Karakulak, Les Humanoïdes Associés, coll. « Mirage », 1978  (ISBN 2902123639).
3. Le Repaire de Kolstov, Les Humanoïdes Associés, coll. « Métal hurlant », 1980  (ISBN 2731600160).
4. Les Routes de Bharata, Casterman, coll. « Un auteur (A SUIVRE) », 1982  (ISBN 2203335041).
5. La Malédiction de Surya, Casterman, coll. « Un auteur (A SUIVRE) », 1983  (ISBN 2203335092).
6. L'Étreinte d'Howrah, Casterman, coll. « Un auteur (A SUIVRE) », 1984  (ISBN 2203335181).
7. Captifs du chaos, Casterman, coll. « Un auteur (A SUIVRE) », 1986  (ISBN 2203335262).
8. Pondicherry, filiation fatale, Les Humanoïdes associés,  (ISBN 2731611936).
9. Belfast, l'adieu aux larmes, Les Humanoïdes Associés, 1997,  (ISBN 2731612487).
10. Vanina business, Les Humanoïdes Associés, 1999,  (ISBN 2731613688).
11. L'Or bleu, Les Humanoïdes Associés, 2001  (ISBN 2731614110).
12. L'Ivoire de Sheila Mac Kingsley, Les Humanoïdes Associés, 2003  (ISBN 2731662638).
13. L'Engrenage turkmène, Le Lombard, 2010  (ISBN 9782803626618).
14. Le Piège ouzbek, Le Lombard, 2012  (ISBN 9782803628674).

- L'Ombre de Jaïpur (dessin), avec Juan Martinez (scénario), Dargaud, coll. « Pilote », 1981  (ISBN 2205018612).
- Croco & co (dessin), avec Vepy (scénario), L'Essai, 1986  (ISBN 2205018612).
- La Nuit des clandestins (dessin), avec Pierre Christin (scénario), Les Humanoïdes Associés, 1992  (ISBN 2731611049).
- Les Aventures de Natrix (dessin), avec Juan Martinez (scénario), Fondation culturelle Elapsoïda, 1993.
- Corps diplomatique, deux tomes, Les Humanoïdes Associés, 1991  (ISBN 2731607440 et 2731609389).
- CH Confidentiel, Le Lombard, coll. « Troisième Vague » :

1. Nom de code : Pandore, 2006  (ISBN 2803621436).
2. Nom de code : Voltaire, 2007  (ISBN 9782803622696).
3. Nom de code : Mata Hari, 2008  (ISBN 9782803624430).

- Lady of Shalott, Le Lombard, 2017  (ISBN 9782803635801).

## Prix
- 1979 : Prix du meilleur scénariste au festival d'Angoulême pour Stéphane Clément t. 2[réf. souhaitée]

### Documentation
- Daniel Ceppi (int. Bruno Canard), « Entretien avec Daniel Ceppi », dans L'Indispensable n°1, juin 1998, p. 35-39.
- Daniel Ceppi et Jacques Ferrandez (int. par Fabien Tillon), « L'eau rance d'Arabie », BoDoï, no 42,‎ juin 2001, p. 82-84.
- Patrick Gaumer, « Ceppi, Daniel », dans Dictionnaire mondial de la BD, Paris, Larousse, 2010 (ISBN 9782035843319), p. 160.
- Vincent Gerber, « Insatiable baroudeur », Le Courrier,‎ 30 juin 2017, p. 24 (lire en ligne, consulté le 14 octobre 2017)